# I. e. 210-es évek
Évszázadok: i. e. 4. század – i. e. 3. század – i. e. 2. század
Évtizedek: i. e. 260-as évek – i. e. 250-es évek – i. e. 240-es évek – i. e. 230-as évek – i. e. 220-as évek – i. e. 210-es évek – i. e. 200-as évek – i. e. 190-es évek – i. e. 180-as évek – i. e. 170-es évek – i. e. 160-as évek
Évek: i. e. 219 – i. e. 218 – i. e. 217 – i. e. 216 – i. e. 215 – i. e. 214 – i. e. 213 – i. e. 212 – i. e. 211 – i. e. 210